# Harbia Al Himiary
Harbia Al Himiary   (Sanà, c. 1987) és una enginyera i activista cultural iemenita. Adquirí ressò internacional per haver-se convertit, durant la dècada del 2020, en un referent de preservació del patrimoni arquitectònic nacional i del llegat cultural del Iemen, en el marc d'un projecte de la UNESCO per a reconstruir tres dels 52 indrets declarats Patrimoni de la Humanitat que estaven en perill.
La seva dedicació, especialment pel que fa a la reconstrucció de diversos edificis emblemàtics i com a enginyera en cap a la capital iemenita, Sanà, amb una posició laboral en què és pionera a l'Orient Mitjà, li atorgà visibilitat mediàtica. Això comportà que la BBC britànica la distingís en la seva llista 100 Women del 2024 com una de les dones amb més influència d'arreu del món i una de les escollides del continent africà.